# Thomas Murphy
Thomas "Slab" Murphy (en gaèlic irlandès: Tomás Mac Murchaidh) (Ballybinab, Hackballscross, Comtat de Louth, 26 d'agost de 1949) és un agricultor irlandès, que es creu que fou Cap de l'Estat Major de l'Exèrcit Republicà Irlandès Provisional (IRA o PIRA). La seva granja es troba a cavall del comtat d'Armagh i del comtat de Louth, a la frontera entre Irlanda del Nord i la República d'Irlanda. El desembre de 2015, Murphy va ser declarat culpable de nou delictes d'evasió fiscal després d'una llarga investigació de l'Oficina d'Actius Criminals de la República d'Irlanda. El febrer de 2016, Murphy va ser empresonat per complir una condemna de 18 mesos de presó.
Murphy hauria estat un destacat membre de la Brigada del Sud d'Armagh de l'IRA abans de ser elegit Cap de l'Estat Major de l'organització paramilitar irlandesa. Toby Harnden, antic corresponsal del Daily Telegraph, el va esmentar com a planificador de l'emboscada de Warrenpoint del 1979, en la qual van morir 18 soldats britànics, i també va ser presumptament implicat en l'atemptat amb bomba de Mullaghmore el mateix dia, que va matar quatre persones (incloses dues fills i Lluís Mountbatten, primer comte de Mountbatten de Birmània). Murphy va participar en la importació d'armes de Líbia els anys vuitanta, i va ser membre del Consell de l'Exèrcit que va decidir posar fi al seu primer alto el foc amb l'atemptat dels Docklands de 1996, a Londres, que va matar dos homes.